# Lucius Æmilius Regillus
Lucius Aemilius Regillus est un homme politique de la République romaine, du IIe siècle av. J.-C.

## Bibliographie

Théâtre d'opération de la guerre contre ntiochos.